# Maché
Maché és un municipi francès situat al departament de Vendée i a la regió de País del Loira. L'any 2007 tenia 1.273 habitants.

## Demografia

### Població
El 2007 la població de fet de Maché era de 1.273 persones. Hi havia 500 famílies de les quals 128 eren unipersonals (80 homes vivint sols i 48 dones vivint soles), 156 parelles sense fills, 168 parelles amb fills i 48 famílies monoparentals amb fills.
La població ha evolucionat segons el següent gràfic:
Habitants censats

### Habitatges
El 2007 hi havia 606 habitatges, 524 eren l'habitatge principal de la família, 61 eren segones residències i 21 estaven desocupats. 561 eren cases i 14 eren apartaments. Dels 524 habitatges principals, 368 estaven ocupats pels seus propietaris, 152 estaven llogats i ocupats pels llogaters i 4 estaven cedits a títol gratuït; 11 tenien una cambra, 28 en tenien dues, 100 en tenien tres, 127 en tenien quatre i 258 en tenien cinc o més. 416 habitatges disposaven pel capbaix d'una plaça de pàrquing. A 255 habitatges hi havia un automòbil i a 237 n'hi havia dos o més.

### Piràmide de població
La piràmide de població per edats i sexe el 2009 era:
| Homes | Edats   | Dones |
| ----- | ------- | ----- |
| 0     | 95 o +  | 0     |
| 0     | 90 a 94 | 4     |
| 0     | 85 a 89 | 16    |
| 4     | 80 a 84 | 8     |
| 16    | 75 a 79 | 24    |
| 24    | 70 a 74 | 12    |
| 4     | 65 a 69 | 16    |
| 28    | 60 a 64 | 32    |
| 24    | 55 a 59 | 20    |
| 40    | 50 a 54 | 32    |
| 44    | 45 a 49 | 52    |
| 48    | 40 a 44 | 48    |
| 52    | 35 a 39 | 32    |
| 12    | 30 a 34 | 20    |
| 64    | 25 a 29 | 36    |
| 36    | 20 a 24 | 44    |
| 72    | 15 a 19 | 48    |
| 48    | 10 a 14 | 36    |
| 44    | 5 a 9   | 16    |
| 24    | 0 a 4   | 32    |

## Economia
El 2007 la població en edat de treballar era de 878 persones, 669 eren actives i 209 eren inactives. De les 669 persones actives 603 estaven ocupades (349 homes i 254 dones) i 66 estaven aturades (23 homes i 43 dones). De les 209 persones inactives 87 estaven jubilades, 54 estaven estudiant i 68 estaven classificades com a «altres inactius».

### Ingressos
El 2009 a Maché hi havia 510 unitats fiscals que integraven 1.272 persones, la mediana anual d'ingressos fiscals per persona era de 16.797 €.

### Activitats econòmiques
Dels 38 establiments que hi havia el 2007, 1 era d'una empresa extractiva, 2 d'empreses alimentàries, 1 d'una empresa de fabricació de material elèctric, 1 d'una empresa de fabricació d'altres productes industrials, 9 d'empreses de construcció, 7 d'empreses de comerç i reparació d'automòbils, 1 d'una empresa de transport, 7 d'empreses d'hostatgeria i restauració, 1 d'una empresa d'informació i comunicació, 3 d'empreses financeres, 2 d'empreses immobiliàries, 1 d'una empresa de serveis i 2 d'empreses classificades com a «altres activitats de serveis».
Dels 15 establiments de servei als particulars que hi havia el 2009, 1 era una oficina bancària, 2 tallers de reparació d'automòbils i de material agrícola, 1 paleta, 4 guixaires pintors, 1 fusteria, 2 lampisteries, 1 electricista, 2 perruqueries i 1 restaurant.
Dels 2 establiments comercials que hi havia el 2009, 1 era una botiga de menys de 120 m² i 1 una fleca.
L'any 2000 a Maché hi havia 32 explotacions agrícoles que ocupaven un total de 1.525 hectàrees.

## Equipaments sanitaris i escolars
El 2009 hi havia una escola elemental.

## Poblacions més properes
El següent diagrama mostra les poblacions més properes.